# 韓國麻糬麵包

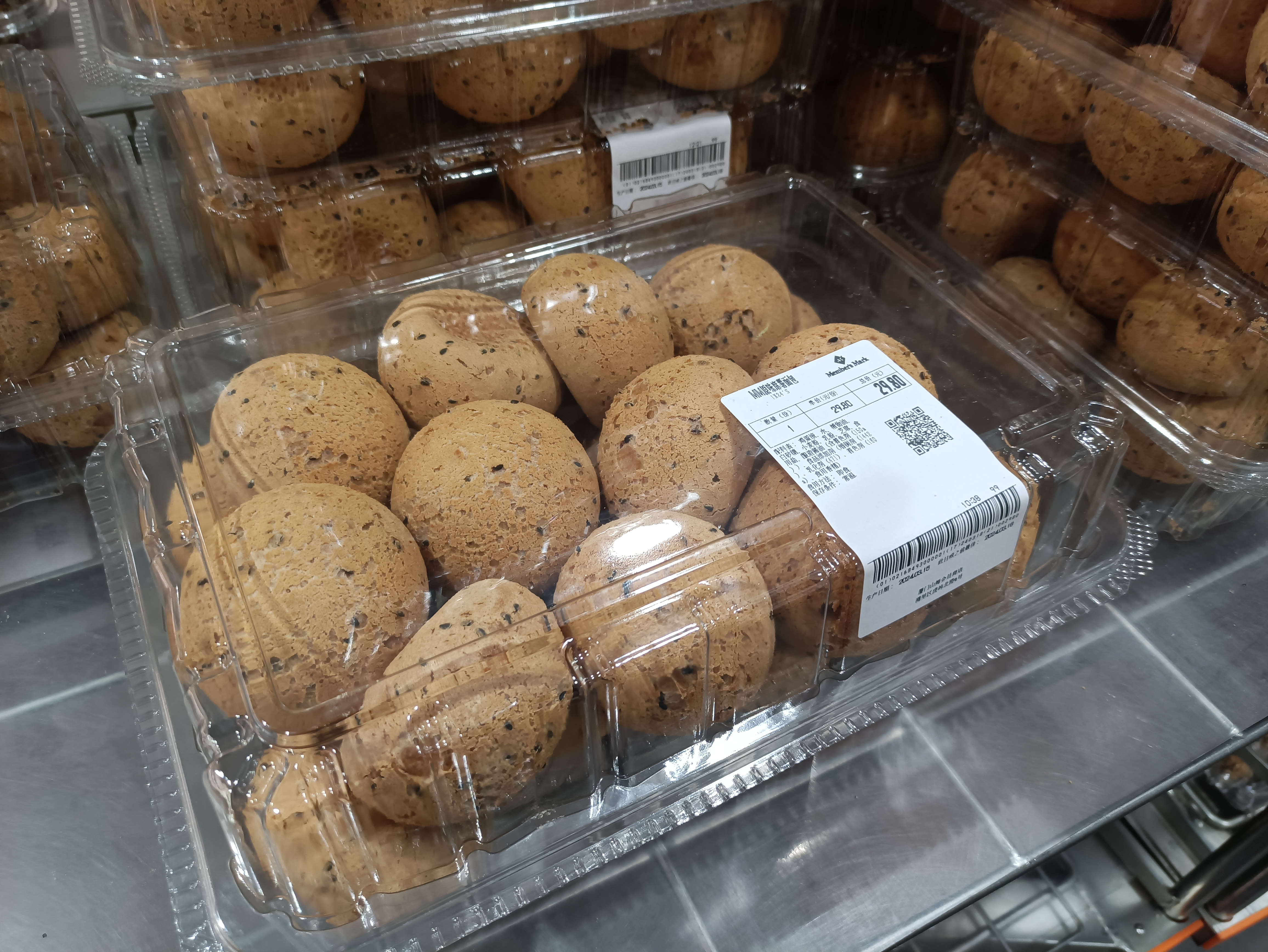
一盒山姆会员商店生產的麻糬麵包

韓國麻糬麵包又稱為韓國麵包、韓國麻糬球，是一種外表飽滿圓潤、表面均勻龜裂、口感柔软有嚼勁、中心質地孔洞大又多的麵包，有多种口味，大部分會添加黑芝麻。主要流行地區為台灣、韓國。在台灣稱之為韓國麻糬麵包，韓國稱之為芝麻粒甜甜圈（韓語：깨찰도우넛）或是芝麻粒麵包（韓語：깨찰빵）。

## 由來
源自巴西的國民小吃——巴西起司麵包球，用木薯粉而非麵粉製成的起司麵包，外脆內軟。由於巴西的地理位置屬潮濕的熱帶氣候，不適合麥子生長，因此發展出以木薯粉為主的各式烘焙產品。此類產品又稱為無麵筋麵包，无須添加酵母、泡打粉之类的膨脹劑。
巴西起司麵包球传到了韓國後，改良加入了少許麵粉，成為當地的芝麻粒甜甜圈或是芝麻粒麵包。2005年，順應韓流旋風興起，業者引進台灣后，再次加以改良外觀及口感，在台灣掀起一股韓國麵包風潮。

## 發展
韓國麵包在韓國或台灣接受到大眾歡迎，烘焙業者也推出了以木薯粉和麵粉為主要成分的韓國麵包粉，符合現在消費者喜歡DIY的趨勢。韓國麵包粉用途也非常多元，除了可製作韓國麵包外，也能應用於甜甜圈、小西餅、泡芙等，帶給烘焙產品多元的口感。

## 製作方法
使用韓國麵包粉，加上蛋、水、油、黑芝麻等材料，簡單即可製作出來。